# Коновалове (заказник)
Коновалове — ботанічний заказник місцевого значення. Об'єкт розташований на території Дворічанської селищної громади Куп'янського району Харківської області, Дворічанське лісництво, квартал 5.
Площа — 25 га, статус отриманий у 1984 році.
Охороняється лісова ділянка у балці зі струмком і ставом. Тут представлені різні типи лісу від сухої татарсько-кленово-липової діброви, занесеної до Зеленої книги України до сирого тополево-вербового сугрудка. У трав'яному покриві зростає багато видів лікарських рослин.